# Notartreuhandbank
Die Notartreuhandbank AG ist eine österreichische Spezialbank mit Sitz in Wien. Die Bank hat ausschließlich die Führung von Treuhandgeldkonten der österreichischen Notare zum Unternehmensgegenstand. Es werden keine anderen Bankgeschäfte durchgeführt.

## Unternehmensdaten
Die Notartreuhandbank AG beschäftigt 19 Mitarbeiter. Die Bilanzsumme belief sich 2019 auf 2,97 Mrd. Euro. Seit der Gründung sind rund 796.000 Treuhandkonten abgewickelt worden. In die Geldflüsse waren etwa 1,99 Millionen Treugeber involviert.
Der Unternehmenszweck der Bank ist, gemäß der Bankenkonzession, die Entgegennahme von Geldern aus notariellen Treuhandschaften gemäß § 109a Notariatsordnung (RGBl. Nr. 75/1871) zur Verwaltung oder als Einlage, sowie die Veranlagung dieser Gelder. Des Weiteren wird der bargeldlose Zahlungsverkehr und der Abrechnungsverkehr in laufender Rechnung der Treuhandbeträge durchgeführt.
Die Gesellschafter der Notartreuhandbank AG (NTB) sind:
- Österreichische Notariatskammer 49 %
- Raiffeisen Bank International 26 %
- Unicredit Bank Austria 25 %[4]

Sprecher des Vorstandes ist Hartmut Müller, Markus Rädler ist Vorstandsmitglied (von der UniCredit entsandt). Die NTB Bank hält eine Beteiligung von 13,98 % an dem Zertifikatsdienstleister A-Trust.

## Ausfallshaftung
Die Gelder bei der Notartreuhandbank sind über die gesetzliche Einlagensicherung hinaus zusätzlich geschützt. Es besteht eine solidarische Ausfallshaftung der Mitgesellschafter Raiffeisen Bank International  und der UniCredit Bank Austria.

## Geschichte
Die Eintragung der Notartreuhandbank ins österreichische Firmenbuch erfolgte am 4. April 1997. Nach einem halben Jahr waren etwa 100 Notariate in das Zahlungssystem eingebunden. Ab 1. März 2000 wurde es verpflichtend, dass alle Treuhandschaften ab 137.600 Schilling (rund 10.000 Euro) von den Notaren über die Spezialbank abzuwickeln sind. Der Einlagenstand betrug damals etwa 3,8 Mrd. Schilling (rund 270 Mio. Euro).
Stand 2025 kooperieren alle 536 österreichischen Notariate mit der Notartreuhandbank.